# Marnitz
Marnitz is een plaats en voormalige gemeente in de Duitse deelstaat Mecklenburg-Voor-Pommeren, en maakt deel uit van het Landkreis Ludwigslust-Parchim. Op 31 december 2017 telde Marnitz 767 inwoners.
Op 1 januari 2019 fuseerden Marnitz, Suckow en Tessenow tot de gemeente Ruhner Berge.